# Ofelia Guilmáin
Ofelia Puerta Guilmáin (Madrid, 17 de novembro de 1921 — Cidade do México, 14 de janeiro de 2005) foi uma atriz de cinema, teatro e televisão hispano-mexicana. É considerada uma das figuras máximas do teatro clássico mexicano.

## Biografia
Nasceu no dia 17 de novembro de 1921, em Madrid, capital da Espanha. Fez parte de um grande grupo de artistas e intelectuais espanhóis que foram para o exílio no México após a Guerra Civil Espanhola. Ela trabalhou por muitos anos no cinema mexicano, dirigida por Luis Buñuel, entre outros diretores. Durante as últimas décadas de sua vida se dedicou ao teatro. Na televisão, participou de diversas telenovelas. Ela teve quatro filhos, dos quais três são atores: Juan Ferrara, Lucía Guilmáin e Esther Guilmáin. Juan Carlos Bonet e Mauricio Bonet, filhos de Juan Ferrara, também são atores. A atriz morreu em 14 de janeiro de 2005, na Cidade do México aos 83 anos, vítima de pneumonia e insuficiência respiratória.

## Carreira

### Telenovelas
- Amarte es mi pecado (2004)... Doña Covadonga Linares de Almazán
- La otra (2002)... Sabina vda. de Ocampo
- Siempre te amaré (2000)... Doña Úrsula Grajales Vda. de Castellanos
- Vivo por elena (1998)... Luz
- Desencuentro (1997/98)... Jovita
- El alma no tiene color (1997)... Alina vda. de Del Álamo
- La antorcha encendida (1996)... Doña Macaria de Soto
- Marisol (1996)... Zamira
- Agujetas de color de rosa (1994/95)... Bárbara
- Valentina (1993)... Doña Federica Alcántara
- Milagro y magia (1991)... Rufina
- Días sin luna (1990)... Carlota Parlange
- Yesenia (1987)... Magenta
- Eclipse (1984)... Virginia
- Mañana es primavera (1983)... Doctora
- La divina Sarah (1980)... Sarah
- Marcha nupcial (1977)... Luisa
- Los bandidos del río frío (1976)... Calavera Catrina
- El manantial del milagro (1974)... Luz
- Mi primer amor (1973)... Doña Julia
- Sublime redención (1971)... Lorena
- La gata (1970)... Lorenza de Martínez Negrete
- Yesenia (1970)... Trifenia
- Los Caudillos (1968)... Felipa
- Obsesión (1967)
- Lágrimas amargas (1967)... Carola Baida
- El espejismo brillaba (1966)
- Las abuelas (1965)
- Casa de huéspedes (1965)
- Llamada urgente (1965) .... Mercedes
- El refugio (1965)
- La vecindad (1964).... Amalia
- Juicio de almas (1964)... Andrea
- Doña Macabra (1963)... Demetria
- Encadenada (1962)
- Las momias de Guanajuato (1962)
- Divorciadas (1961)
- Espejo de sombras (1960)
- Cuidado con el ángel (1959)
- Cadenas de amor (1959)

### Séries
- XHDRBZ (2002)
- Diseñador ambos sexos Capítulo 47: Amor apache (2001) .... Sra. Josefina
- Chespirito (1989) .... Doña Trapos
- La hora marcada Capítulo: Por tu bien (1989) .... Doña Emma
- Palabra en libertad (1986)
- Bartolo (1968-1974) .... Mamá de Bartolo

### Cinema
- Mi verdad (2004)
- Violencia a sangre fría (1989)
- El patrullero 777 (1978)
- El esperado amor desesperado (1976)
- Celestina (1976)
- Aquellos años (1973)
- El Profeta Mimí (1973)
- El negocio del odio (1972)
- El primer amor (1972)
- El jardín de la tía Isabel (1971)
- Una vez, un hombre (1971)
- El juicio de los hijos (1971)
- Siempre hay una primera vez (1971)
- Confesiones de una adolescente (1970)
- Misión cumplida (1970)
- Para servir a usted (1970)
- Las vírgenes locas (1970)
- ¿Por qué nací mujer? (1970)
- La muñeca perversa (1969)
- Flor marchita (1969)
- Sor ye-yé (1968)
- Sangre en Río Bravo (1966)
- El Jinete Justiciero en retando a la muerte (1966)
- Pánico (1966)
- El escapulario (1966)
- Aquella Rosita Alvírez (1965)
- Las Troyanas (1963)
- Caperucita y Pulgarcito contra los monstruos (1962)
- El Ángel Exterminador (1962)
- El barón del terror (1962)
- Los espadachines de la reina (1961)
- Quinceañera (1960)
- Nazarín (1959)
- El hombre y el monstruo (1959)
- El caso de una adolescente (1958)
- Mi desconocida esposa (1958)
- Flor de fango (1942)
- El capitán Centellas (1941)

### Teatro
- Mientras me muero... pero de risa (2004)
- Los monólogos de la vagina (2002)
- La casa de Bernarda Alba (2002), de Federico García Lorca
- Siempre te amaré (2000) de Juan Osorio
- Los árboles mueren de pie (2000), de Alejandro Casona
- Las muchachas del club (1999), de Iván Menchell
- La maestra bebe un poco (1989/1990), de Paul Zindel
- La Celestina (1989), de Fernando de Rojas
- Querido León Felipe (1985), de León Felipe (recital poético)
- Electra (1984), de Euripides
- La Celestina (1982), de Fernando de Rojas
- Isabel de Inglaterra (1979), de Ferdinand Bruckner
- Lisístrata (1978), de Aristófanes
- Electra (1976), de Sófocles
- Heroica (1976), de Osvaldo Dragún
- Hipólito (1974), de Eurípides
- Hogar (1971), de David Storey
- Compañero (1969), de Vicente Leñero
- La ronda de la hechizada (1967), de Hugo Argüelles
- Macbeth (1967), de William Shakespeare
- Doña Diabla (1965), de Luis Fernandez Ardavín
- Yerma (1965), de Federico García Lorca
- Medea (1964), de Eurípides
- Las troyanas (1963), de Eurípides
- Electra (1963), de Sófocles
- Fuenteovejuna (1963), de Lope de Vega
- Los Caballeros de la Mesa Redonda (1962), de Jean Cocteau
- Juego de reinas (1962), de Hermann Gressieker
- Yocasta, o casi (1961), de Salvador Novo
- A ocho columnas (1960), de Salvador Novo
- Electra (1960), de Sófocles
- Madrugada (1960), de Antonio Buero Vallejo
- La Hija de Dios (1959), de Jose Bergamín
- Los reyes del mundo (1959), de Luis G. Basurto
- Las criadas (1959), de Jean Genet
- María Tudor (1958), de Victor Hugo
- El malentendido (1958), de Albert Camus
- Bodas de sangre (1957), de Federico Garcia Lorca
- Miércoles de ceniza (1956), de Luis G. Basurto
- La herida luminosa (1956), de Josep María de Sagarra
- Un tal Judas (1955), de Claude-André Puget y Pierre Bost
- Tovarich (1955), de Jaques Deval
- Los justos (1955), de Albert Camus
- La hidalga del valle (1954), de Pedro Calderón de la Barca
- La discreta enamorada (1954), de Lope de Vega
- Trece a la mesa (1954), de Marc Gilbert Sauvajon
- Don Juan Tenorio (1953), de Jose Zorrilla
- Las mocedades del Cid (1953), de Guillén de Castro
- La Celestina (1953), de Fernando de Rojas
- Debiera haber obispas
- Mujeres (1940)